# Пузырево (Тверская область)
Пузырево — опустевшая деревня в Кесовогорском районе Тверской области, входит в состав Лисковского сельского поселения.

## Географическое положение
Деревня расположена на берегу реки Корожечна в 20 км на север от центра поселения деревни Лисково и в 20 км на северо-запад от райцентра посёлка Кесова Гора.

## История
В 1822 году в селе была построена каменная Никольская церковь с 3 престолами. 
В конце XIX — начале XX века село входило в состав Беляницкой волости Бежецкого уезда Тверской губернии. 
С 1929 года деревня являлась центром Пузыревского сельсовета Кесовогорского района Бежецкого округа Московской области, с 1935 года — в составе Калининской области, с 1954 года — в составе Лисковского сельсовета, с 2005 года — в составе Лисковского сельского поселения.

## Население
| 1859 | 2010 |
| ---- | ---- |
| 244  | ↘0   |